# Macrodontia zischkai
Macrodontia zischkai är en skalbaggsart som beskrevs av Friedrich F. Tippmann 1960. Macrodontia zischkai ingår i släktet Macrodontia och familjen långhorningar. Inga underarter finns listade i Catalogue of Life.